# Dolna, Strășeni
Dolna este un sat din raionul Strășeni, Republica Moldova. Distanța directă până la orașul Strășeni este de 30 km, iar până la Chișinău 52 km.
Satul este așezat în sânul codrilor. La sud de sat este amplasată rezervația peisagistică Dolna.
în localitate se află un muzeu dedicat poetului rus Aleksandr Pușkin, cât și conacul Zamfirache Ralli, unde poetul rus a locuit timp de câteva luni în vara anului 1821. Drept urmare, în perioada sovietică localitatea a purtat numele Pușkino (în rusă Пушкино).

## Administrație și politică
Componența Consiliului local Dolna (9 consilieri), ales la 5 noiembrie 2023, este următoarea:
|  | Partid                                       | Consilieri | Componență | Componență | Componență |
|  | -------------------------------------------- | ---------- | ---------- | ---------- | ---------- |
|  | Candidat independent ELENA CRÎȘMARI          | 1          |            |            |            |
|  | Partidul Socialiștilor din Republica Moldova | 3          |            |            |            |
|  | Partidul Comuniștilor din Republica Moldova  | 2          |            |            |            |
|  | Partidul Voința Poporului                    | 2          |            |            |            |
|  | Candidat independent GHEORGHE MICLEUȘANU     | 1          |            |            |            |

## Atracții turistice

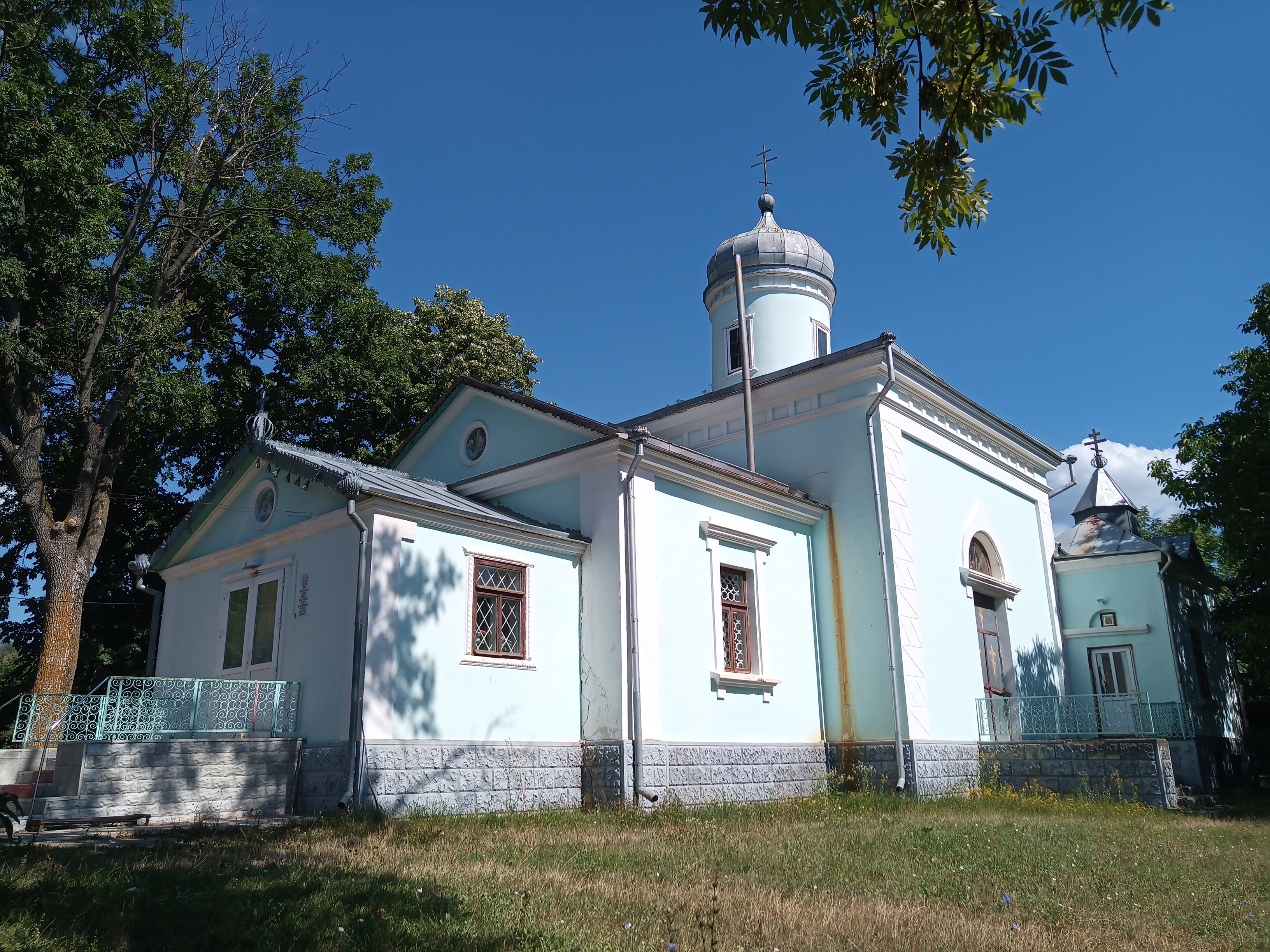
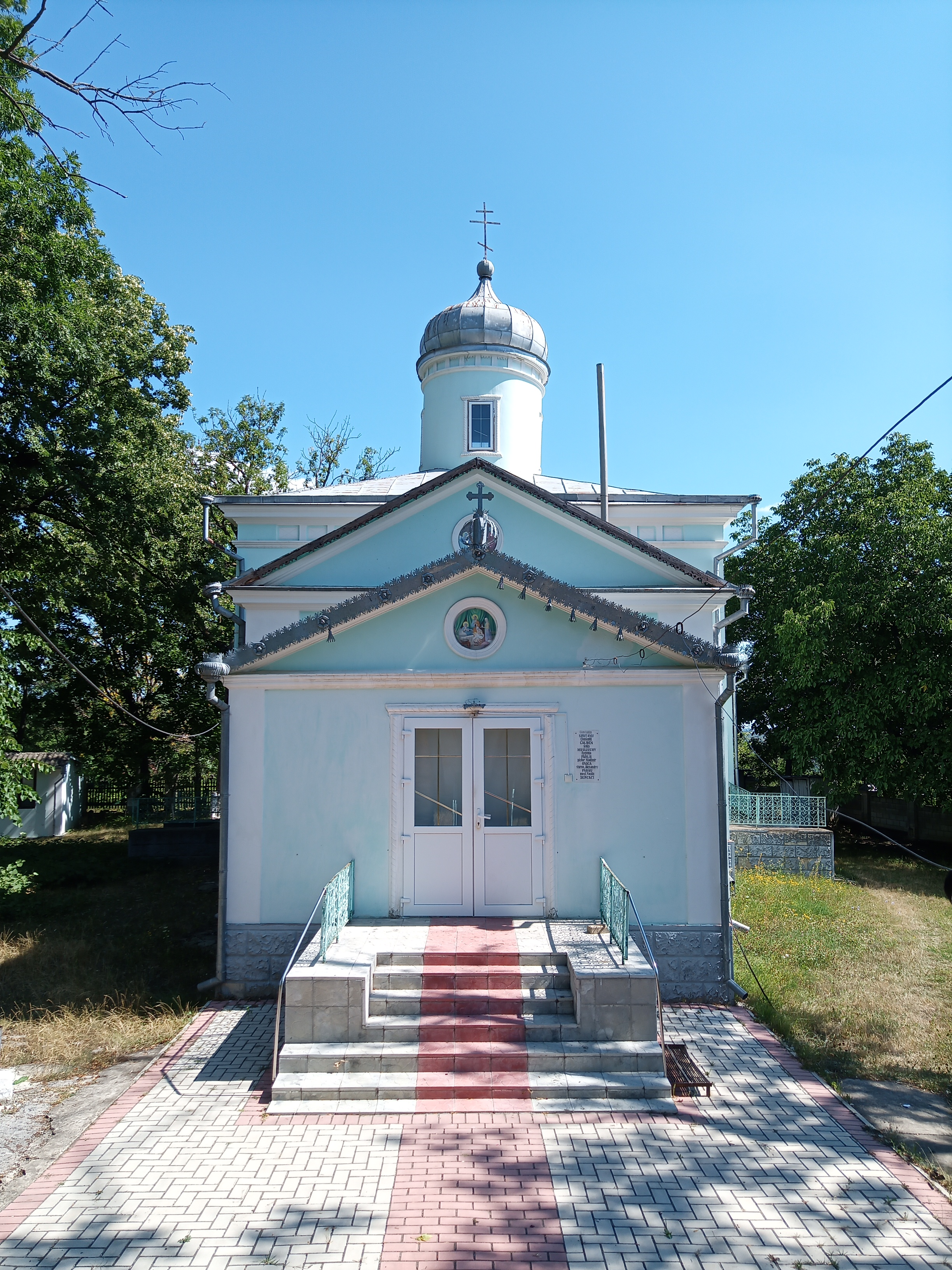
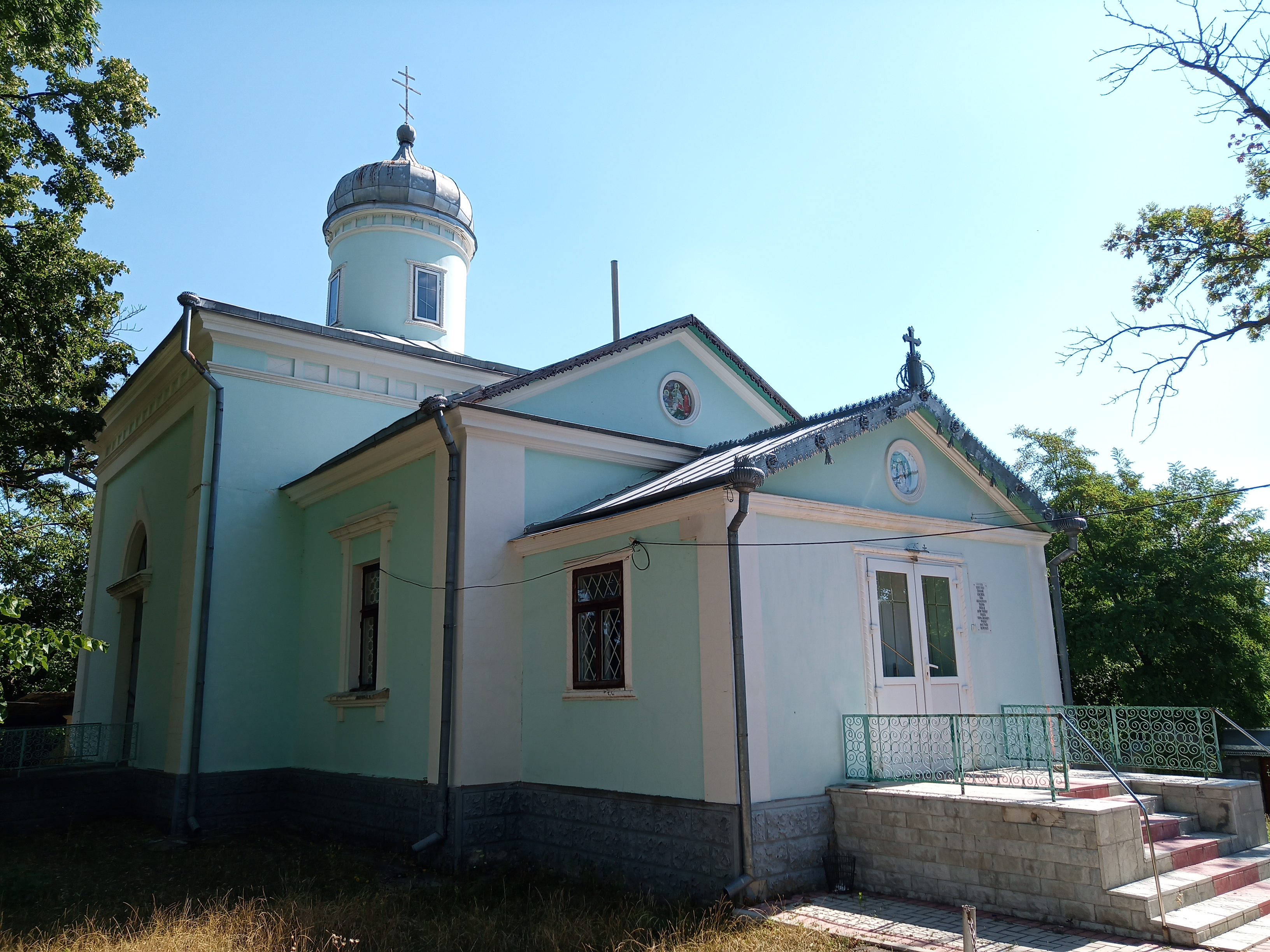
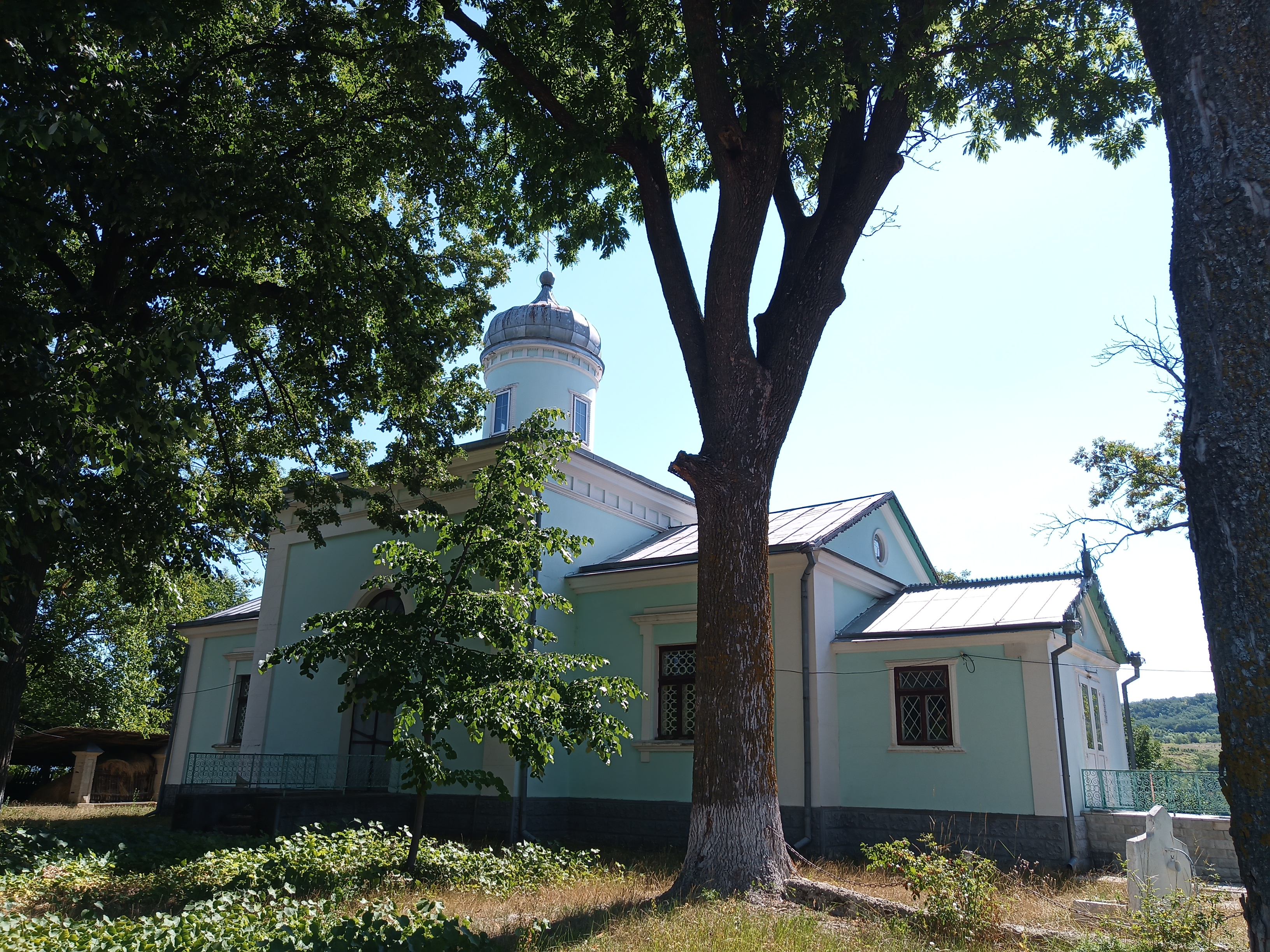
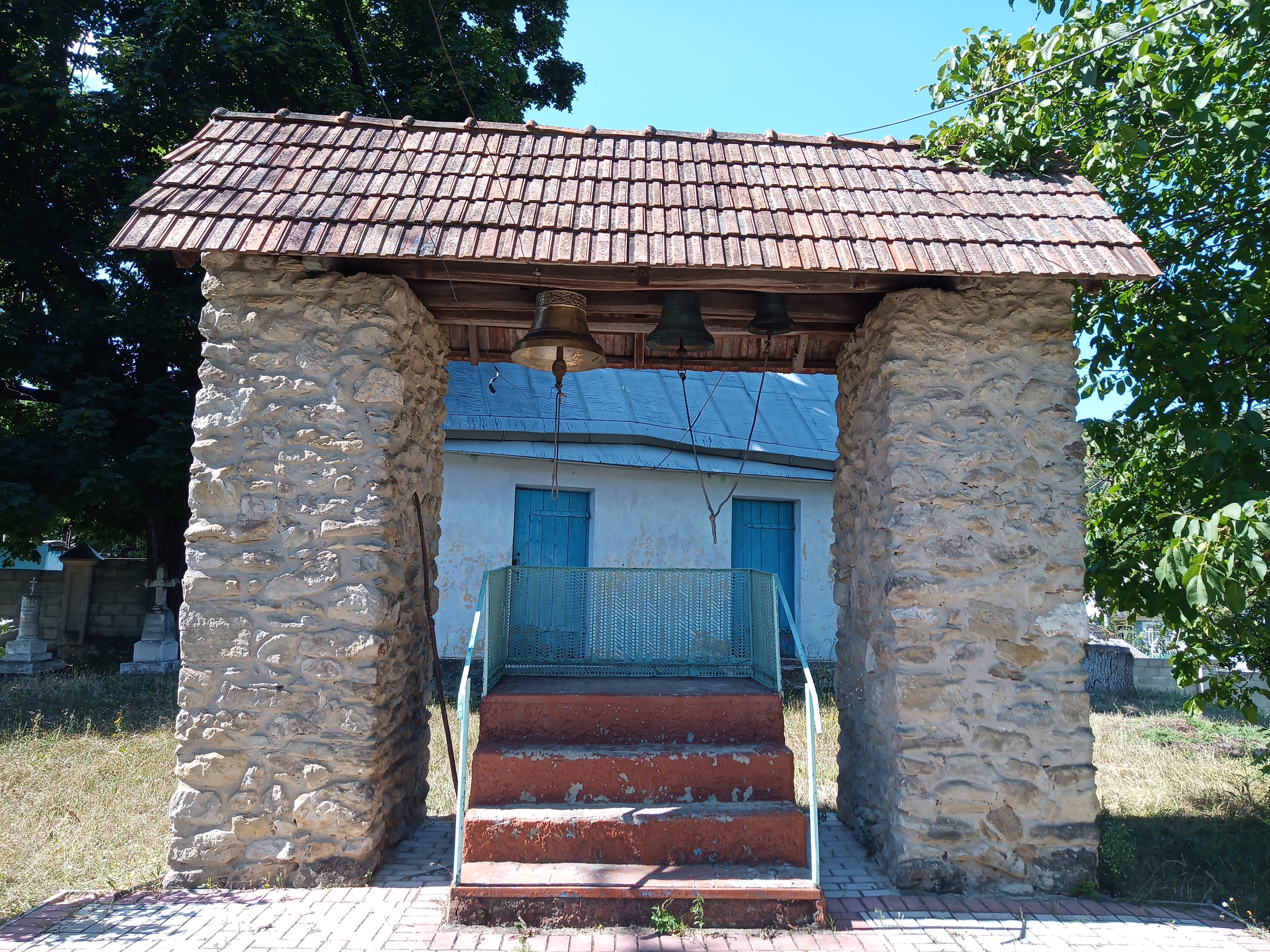

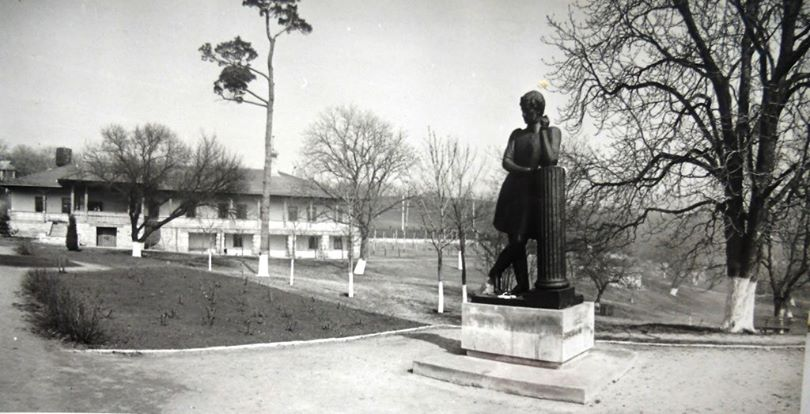
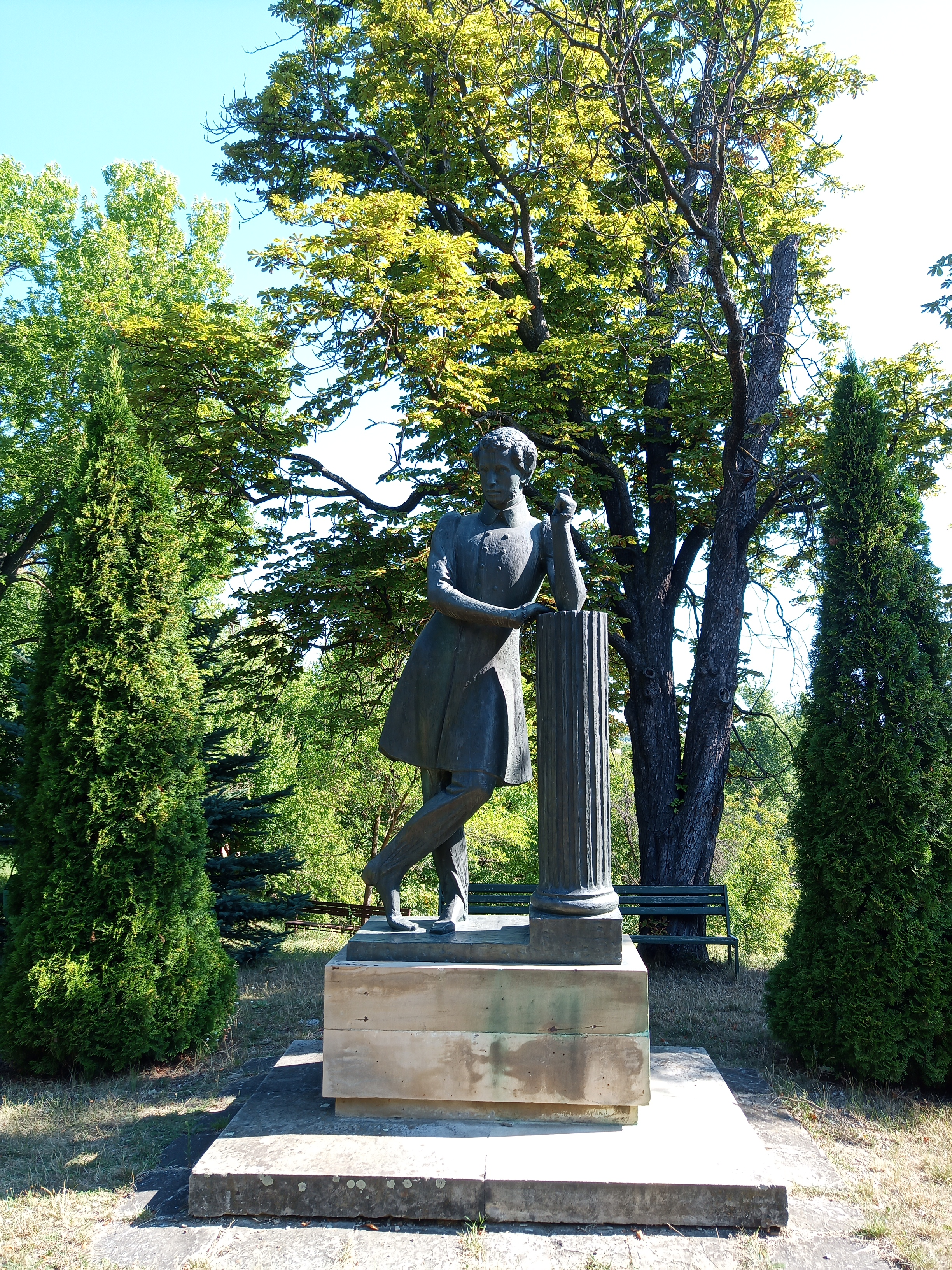
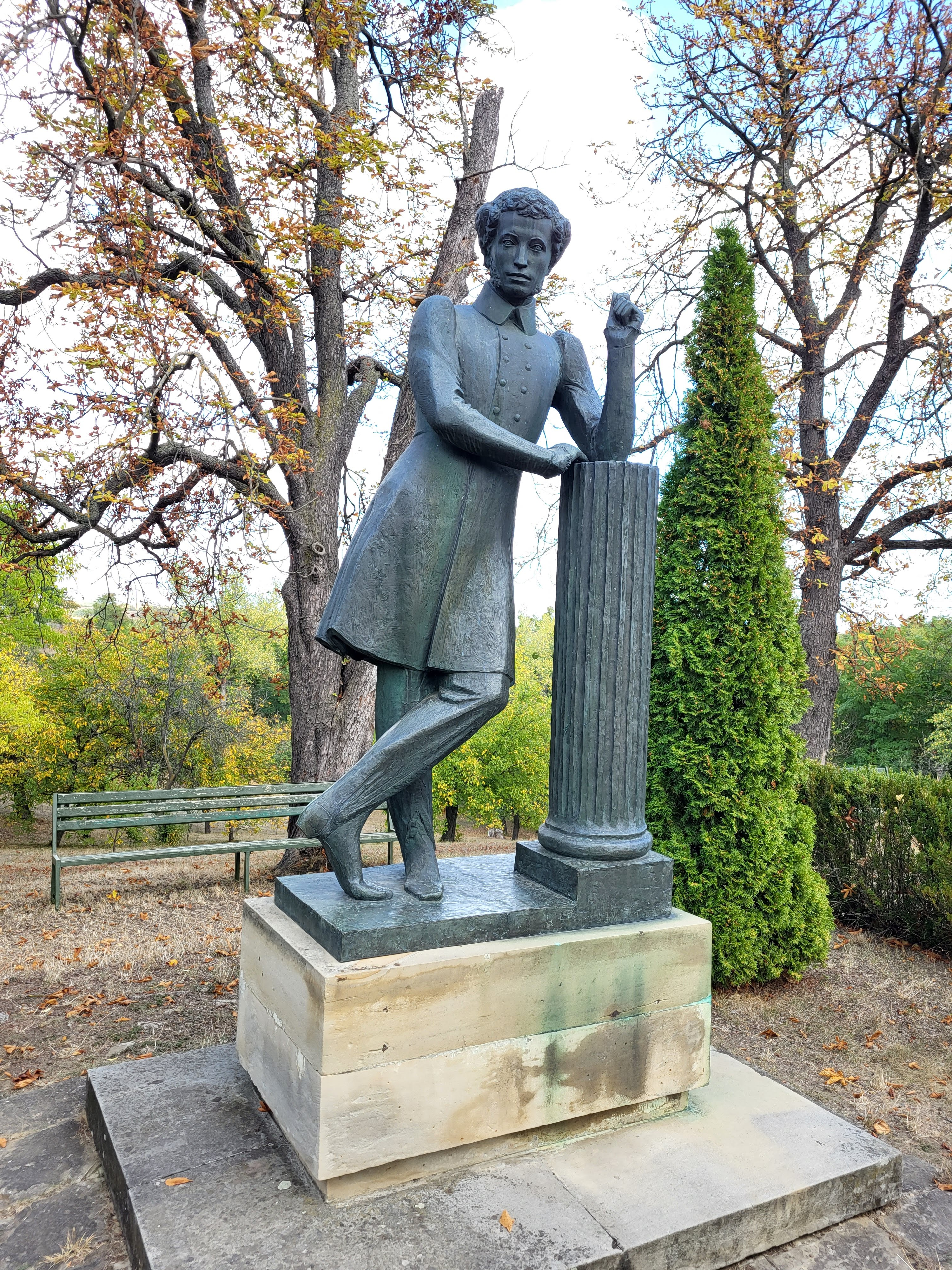
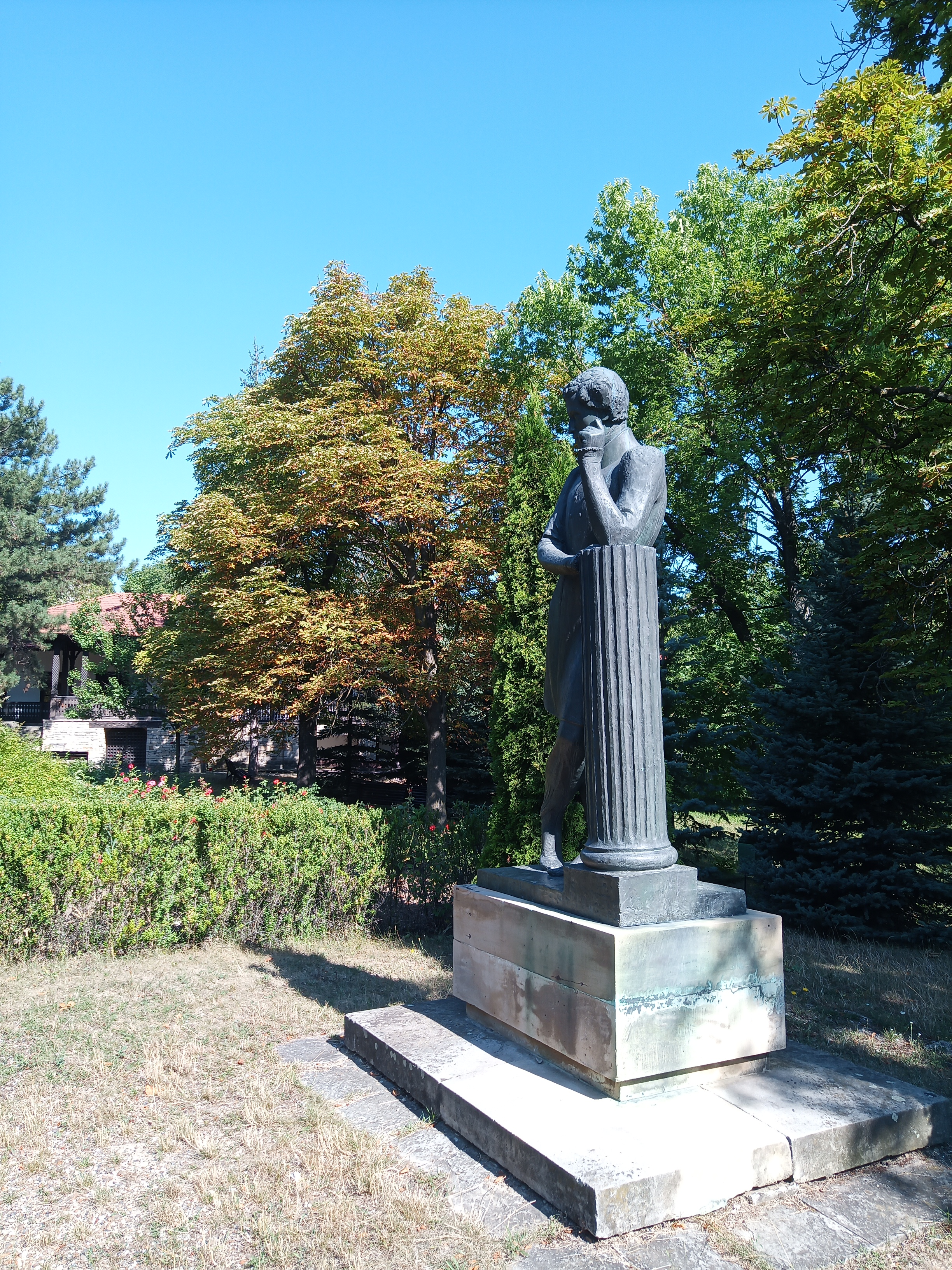

Conacul lui Zamfirache Ralli

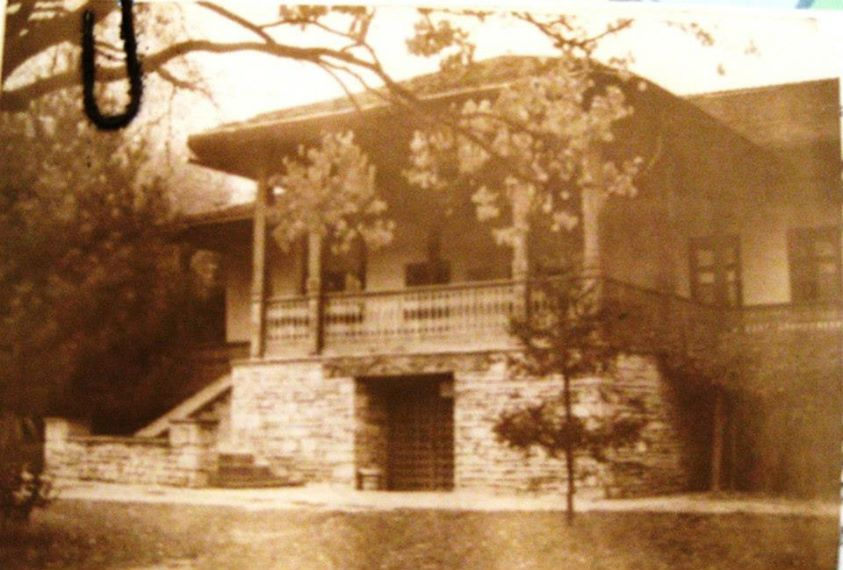
Imagine de epocă
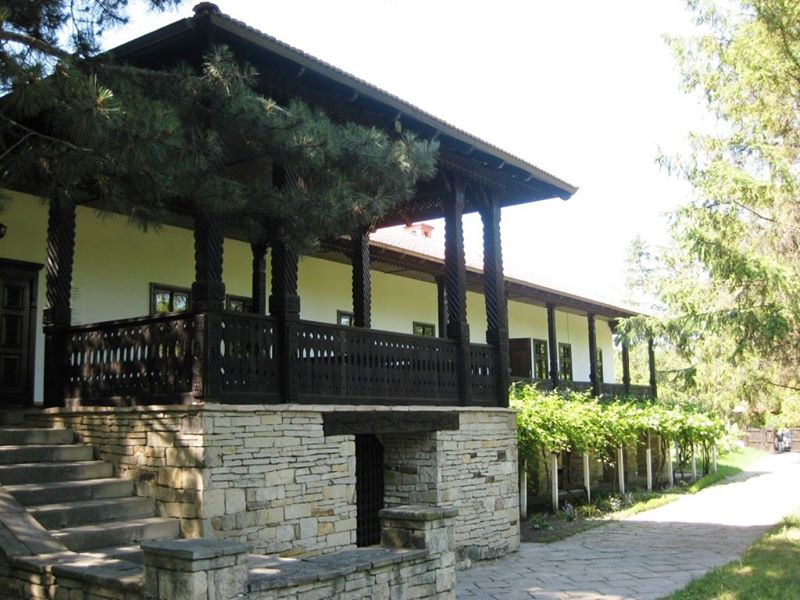
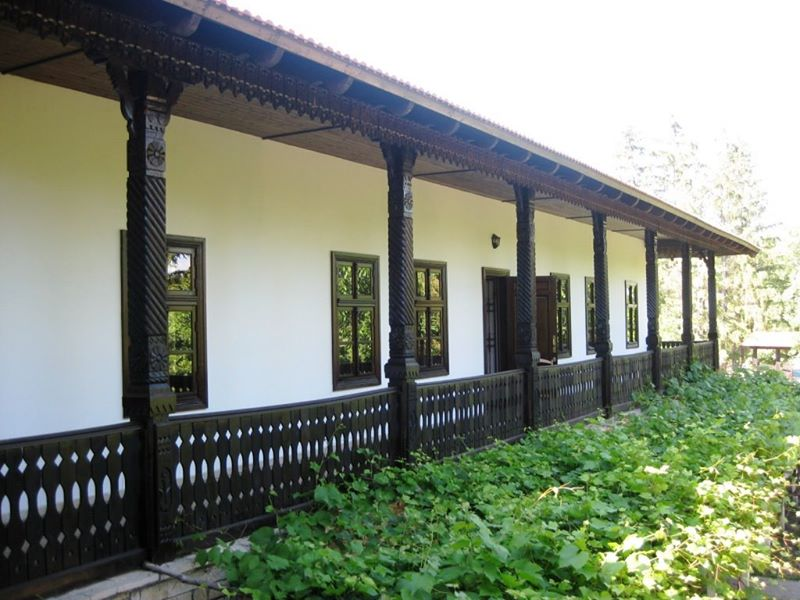
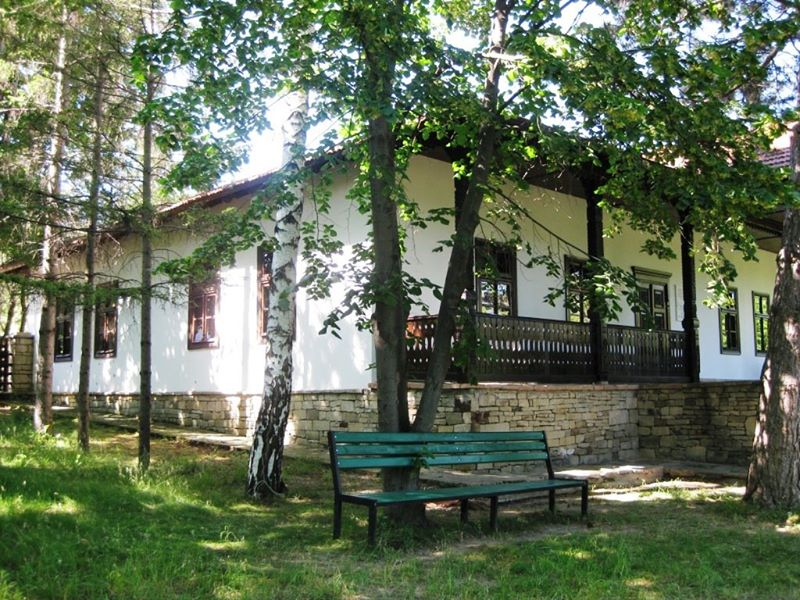
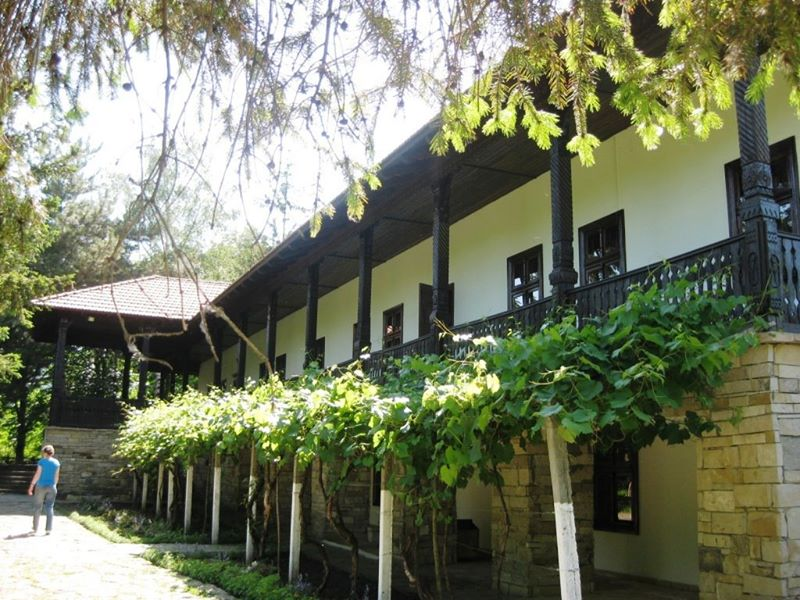
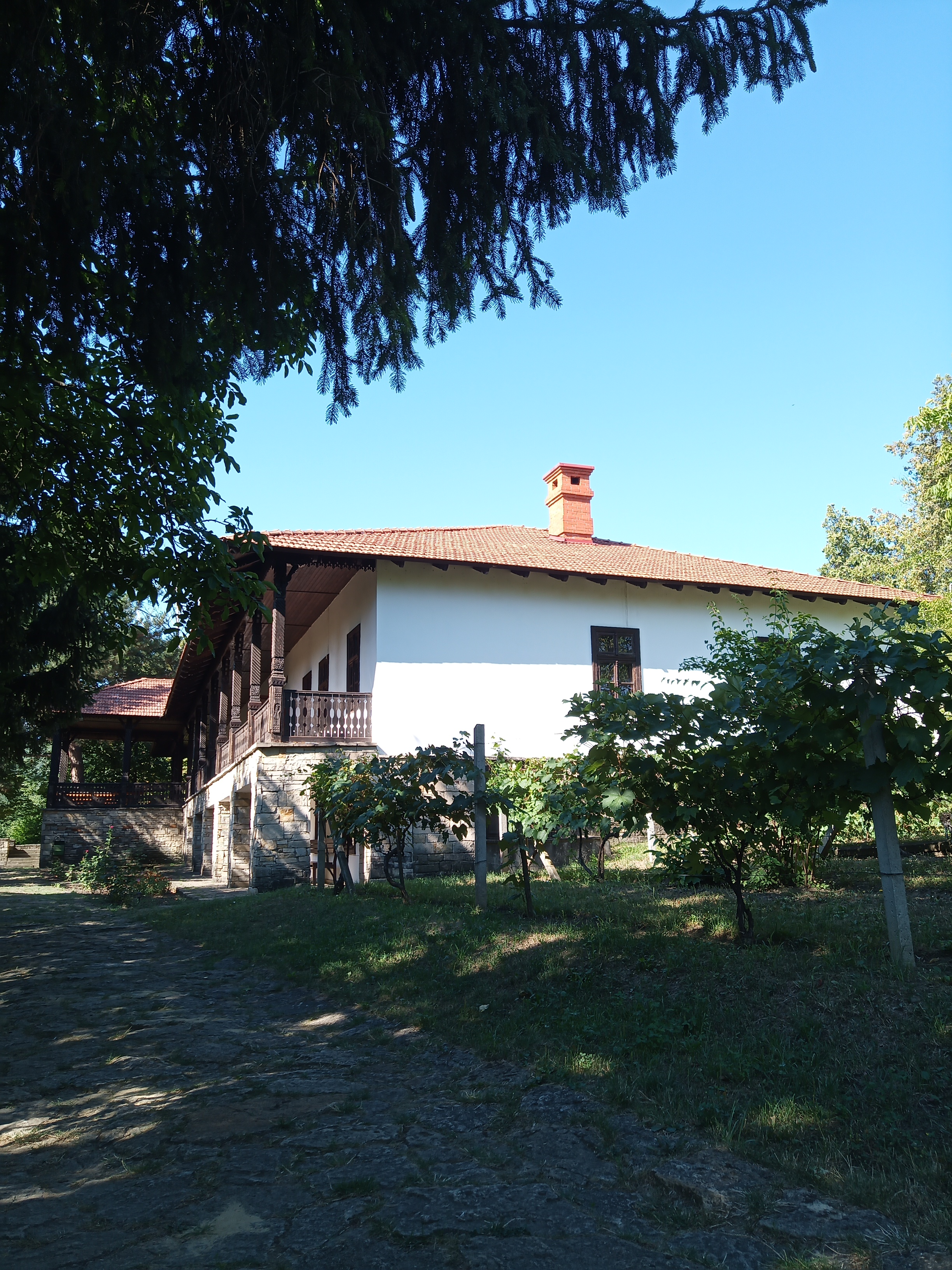
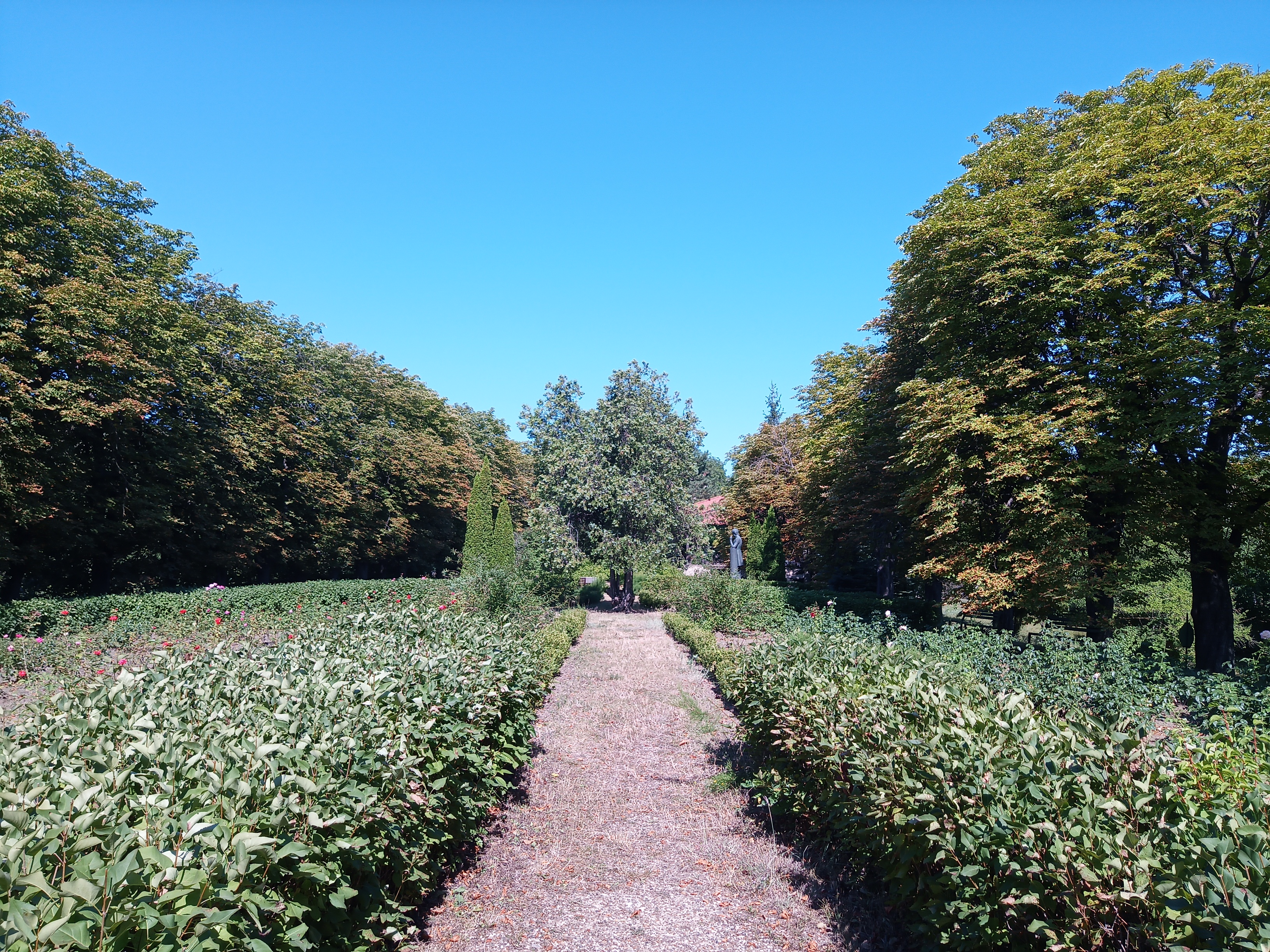
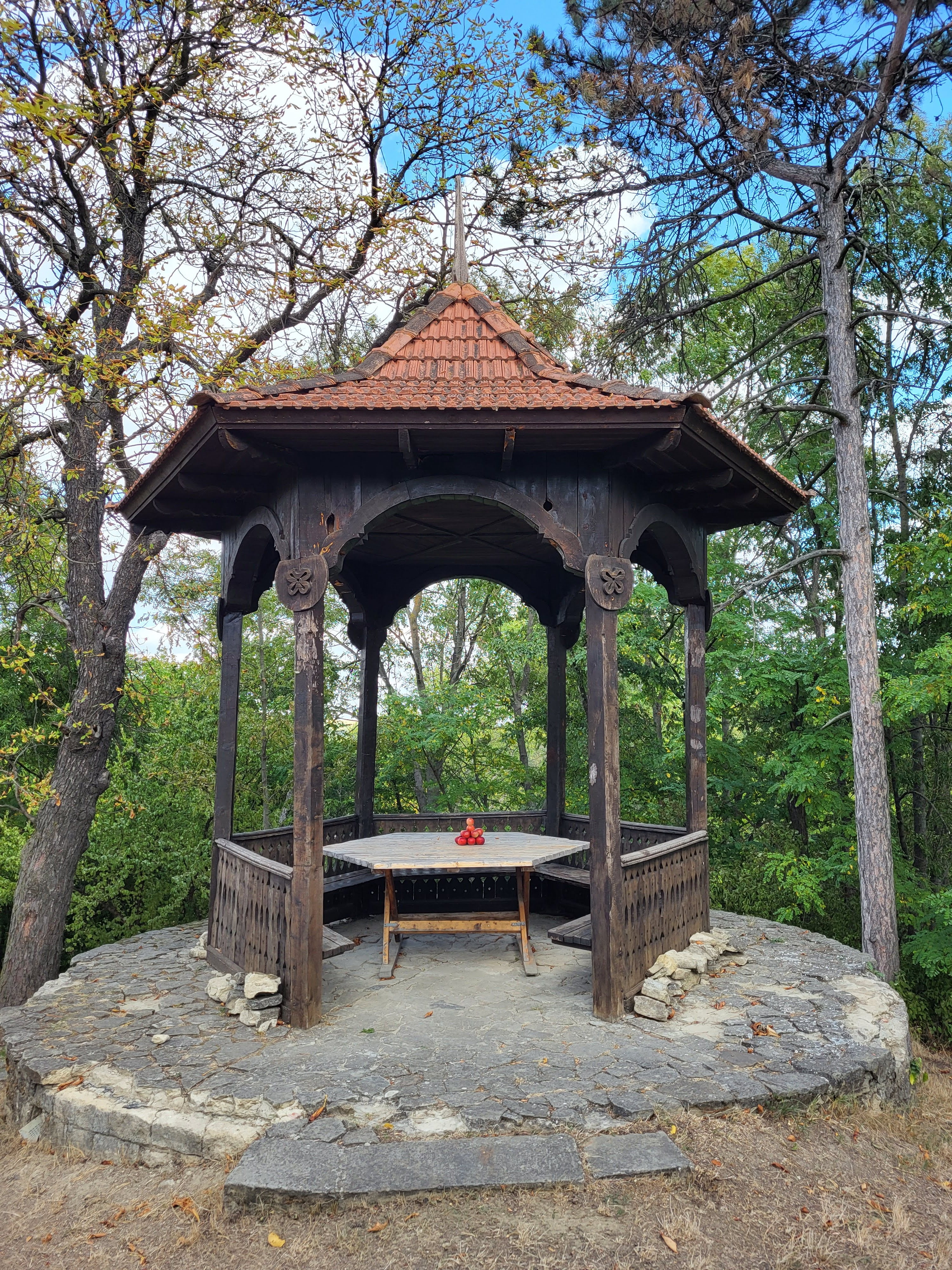
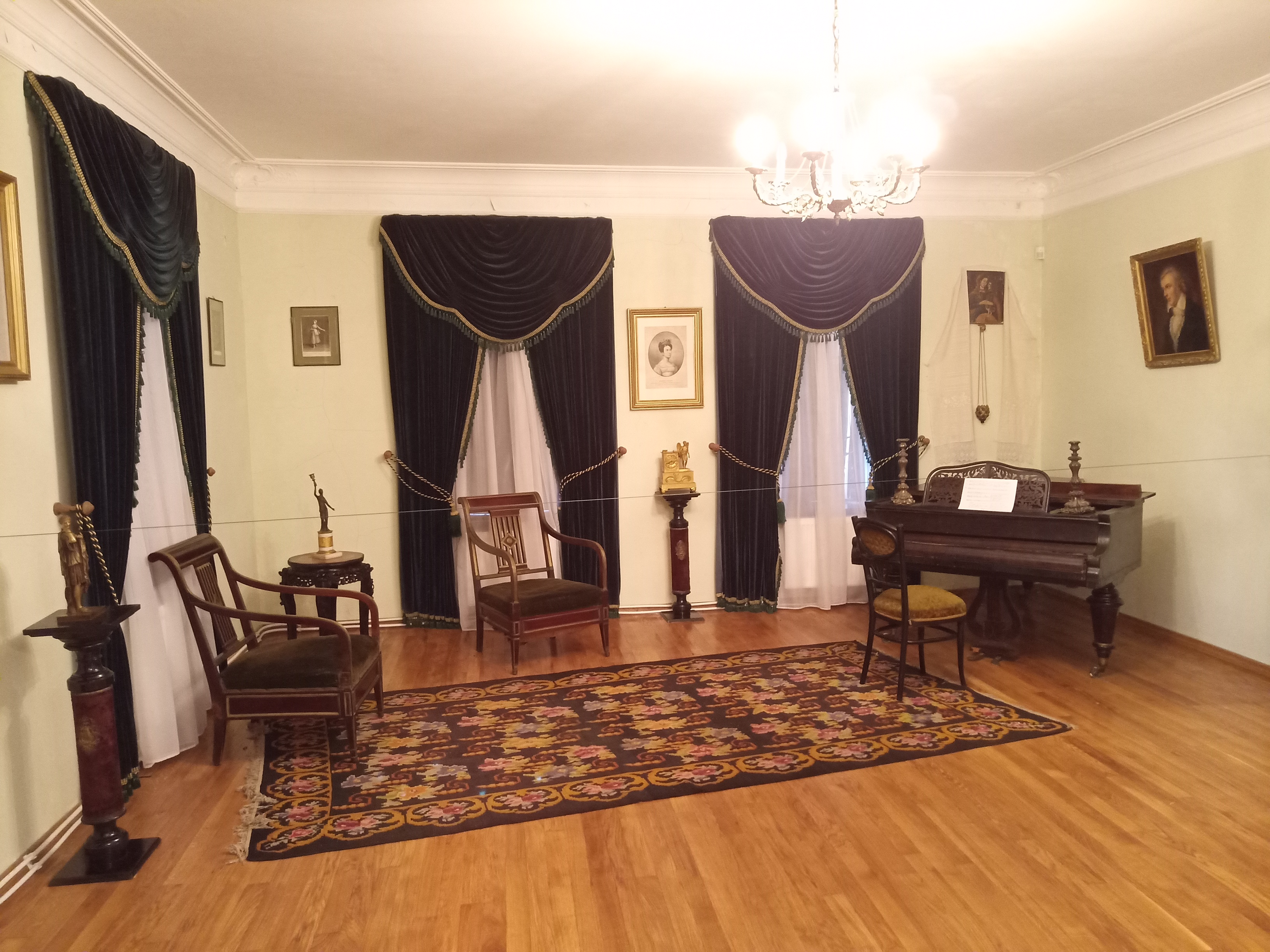
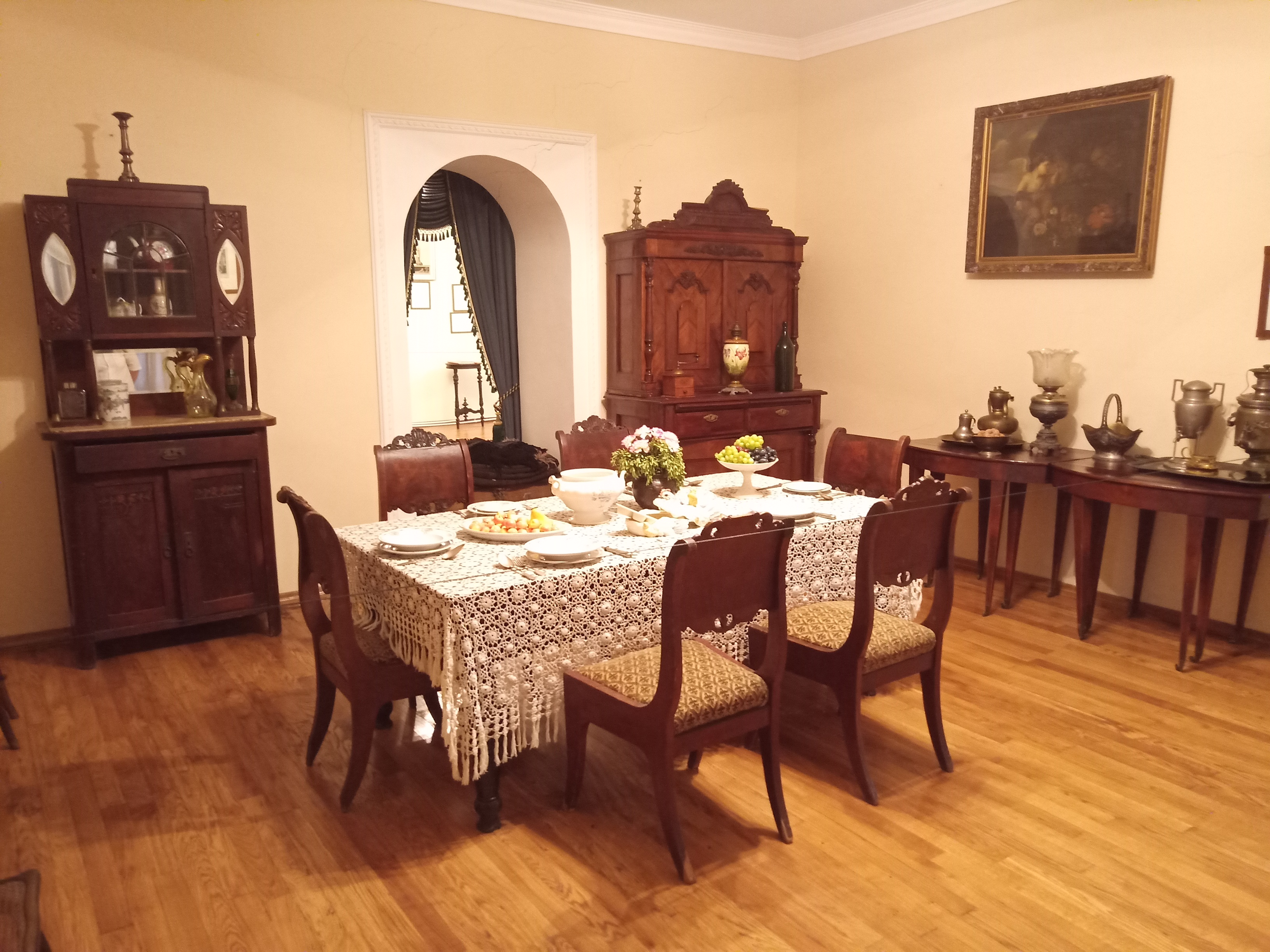
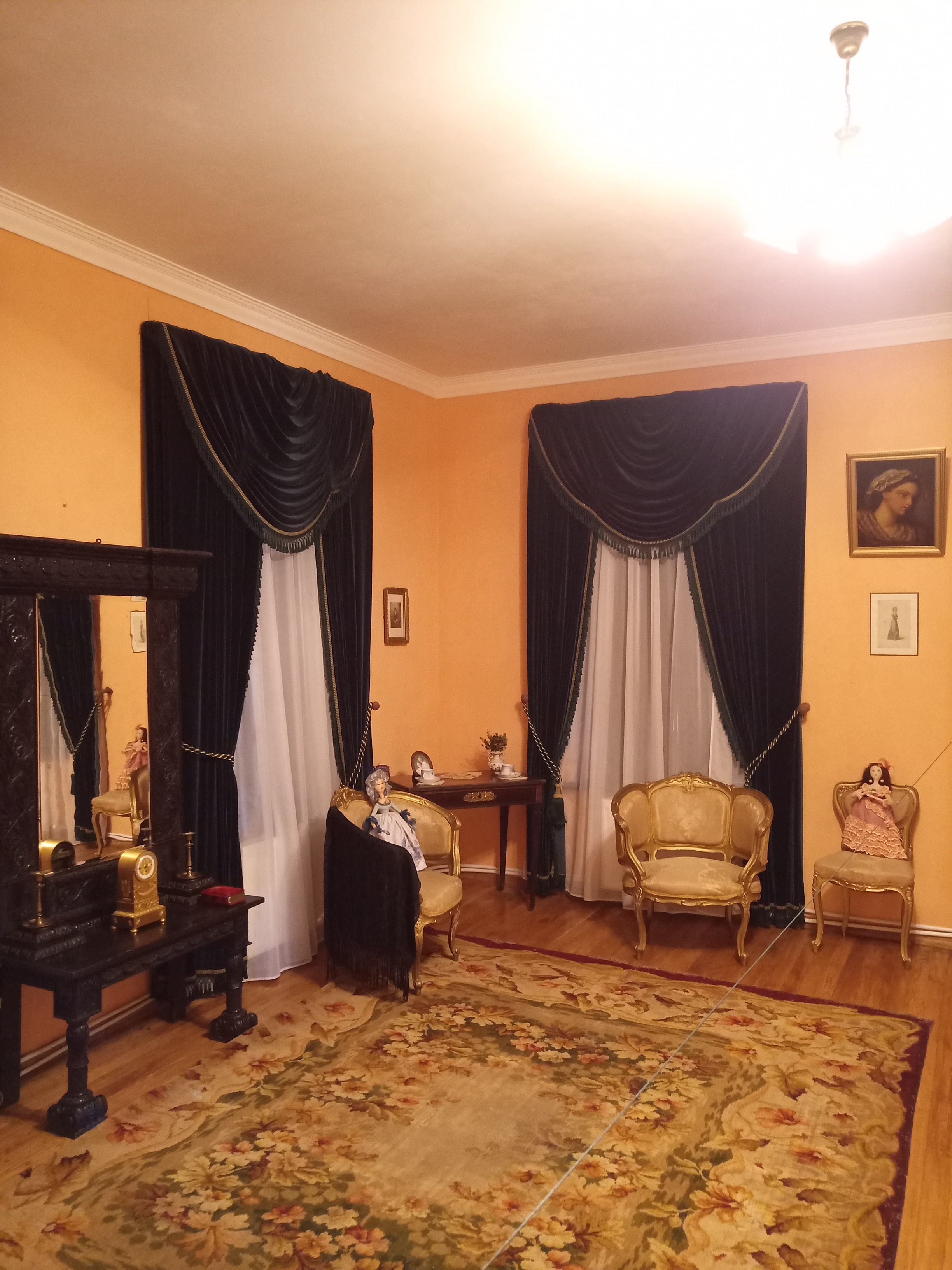
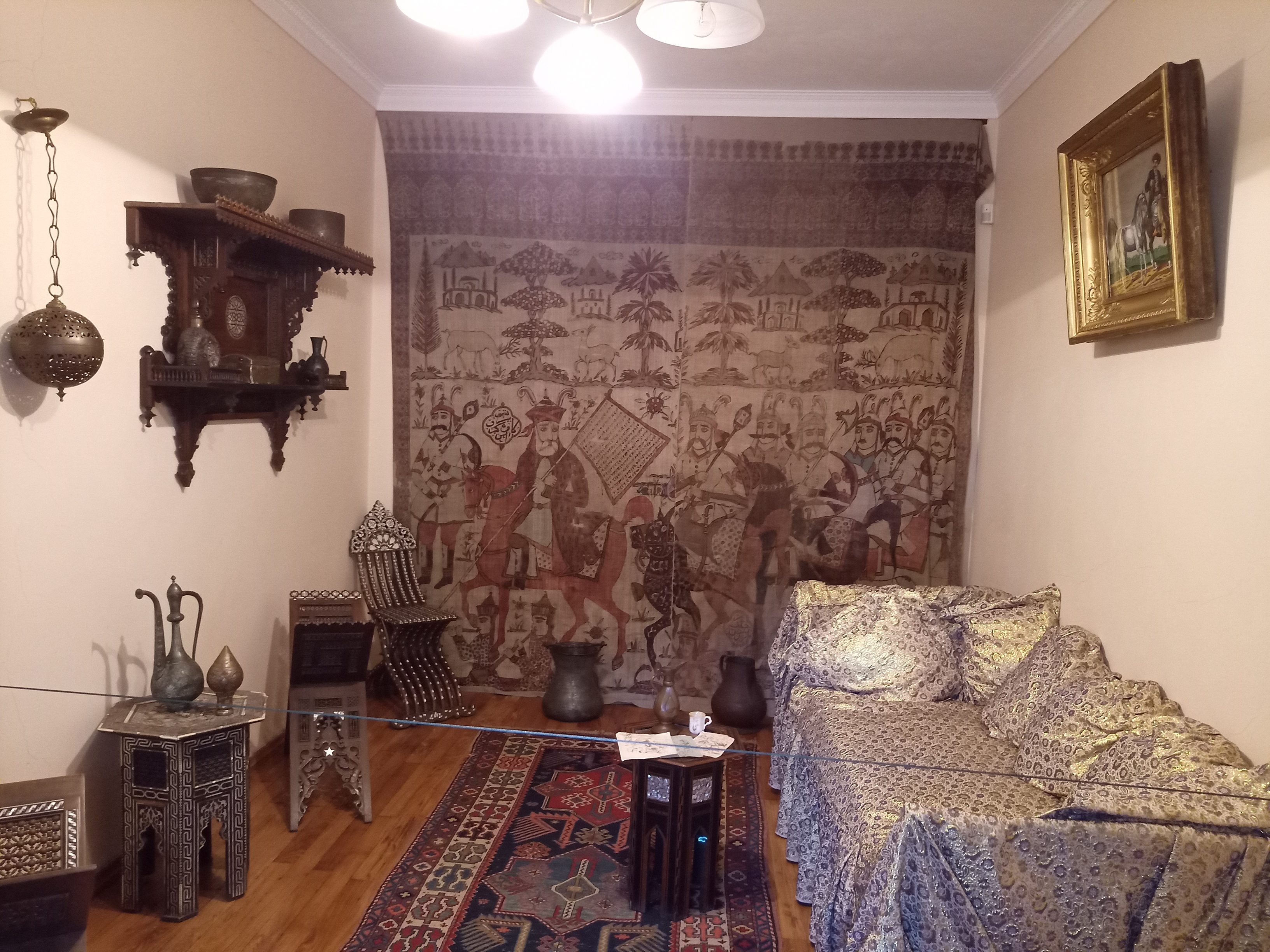
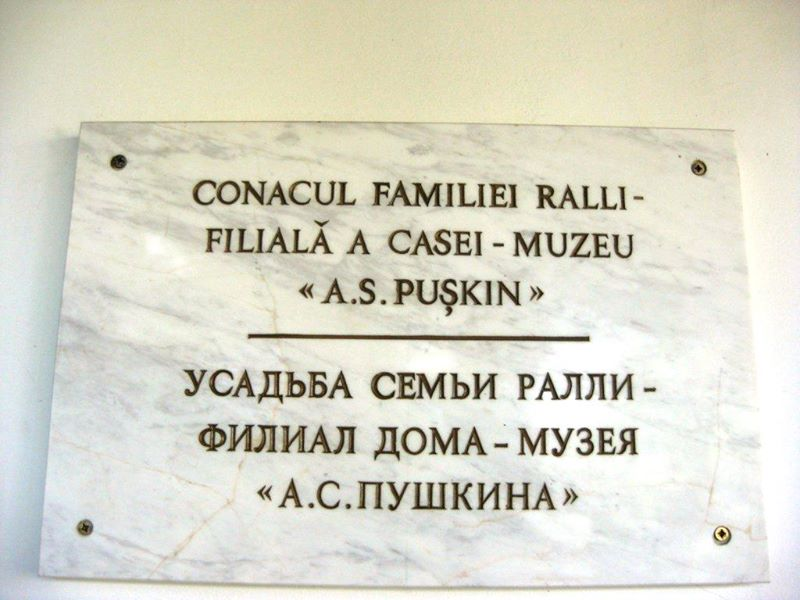
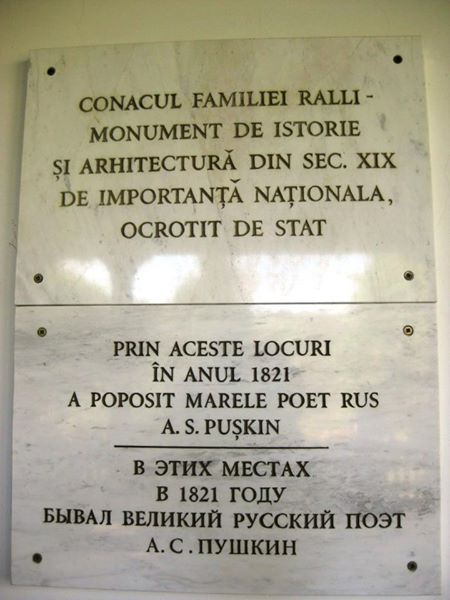

Biserica „Nașterea Maicii Domnului” din localitate, monument ocrotit de stat.
Statuia lui Aleksandr Pușkin din Dolna
Alte locuri

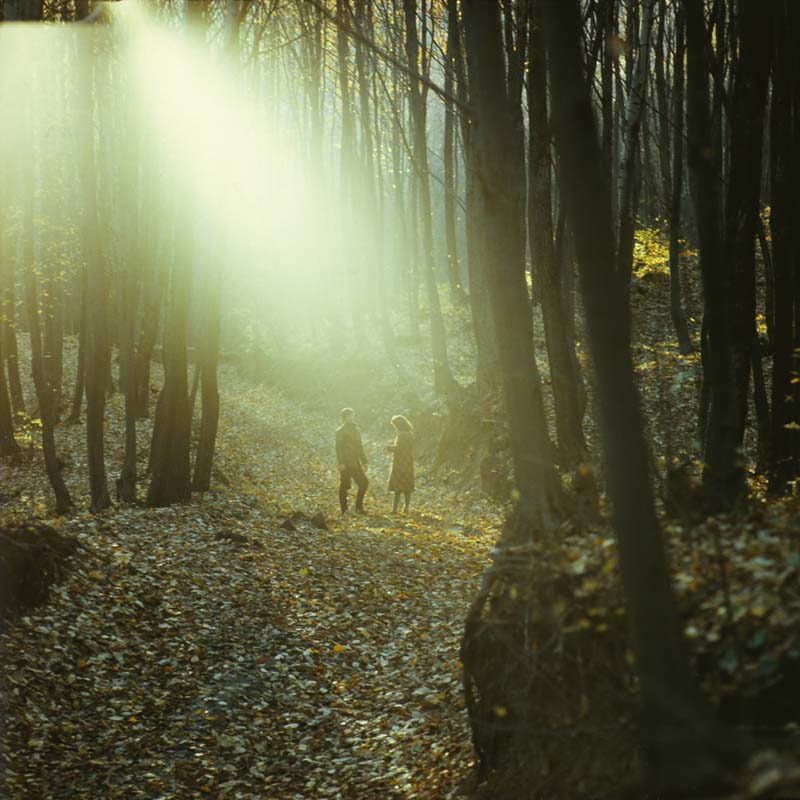
Imagine din pădurea Dolnei (1988)
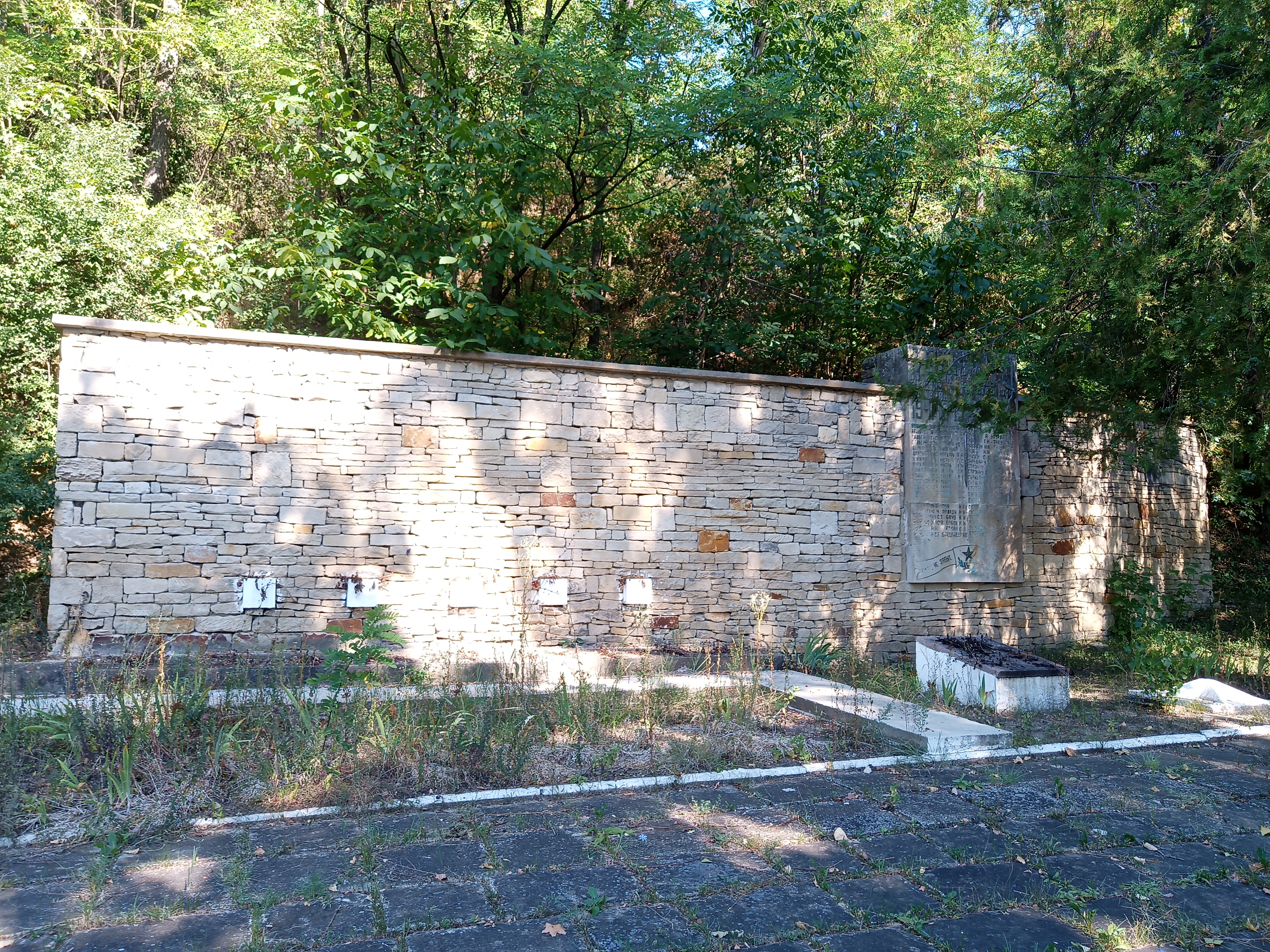
Monument în memoria consătenilor căzuți în Al Doilea Război Mondial.
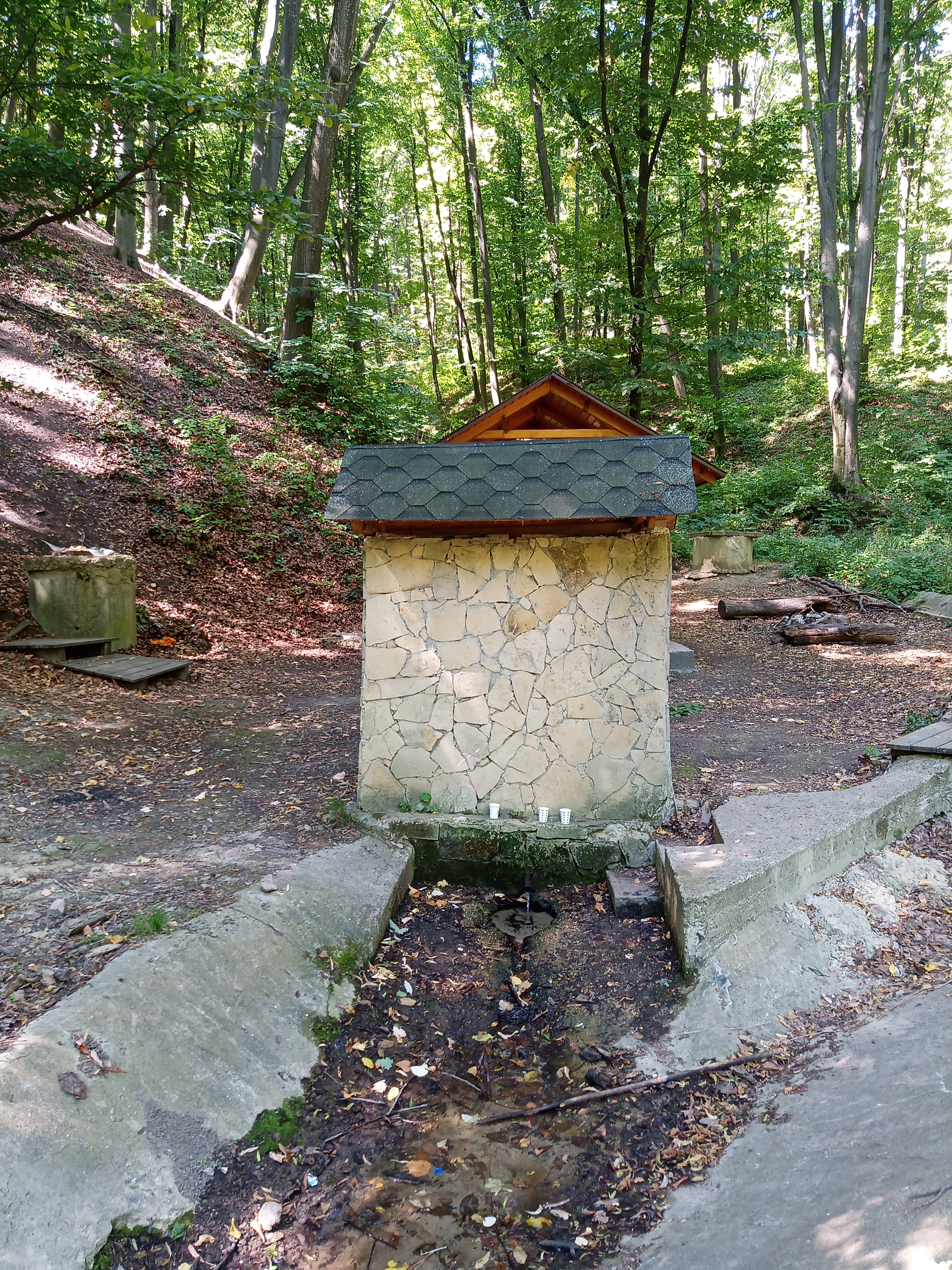
Izvorul Zamfirei
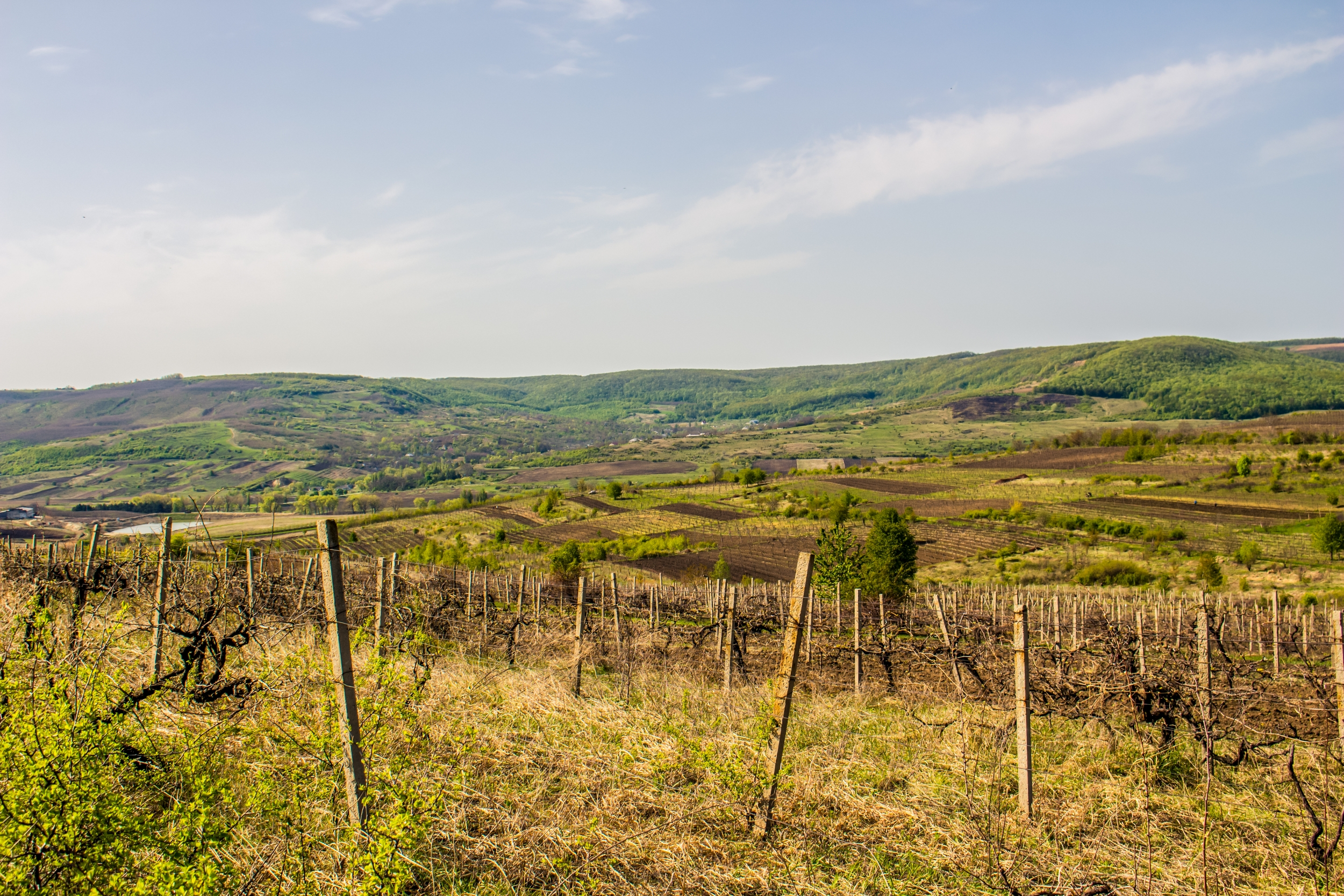
Peisaje adiacente
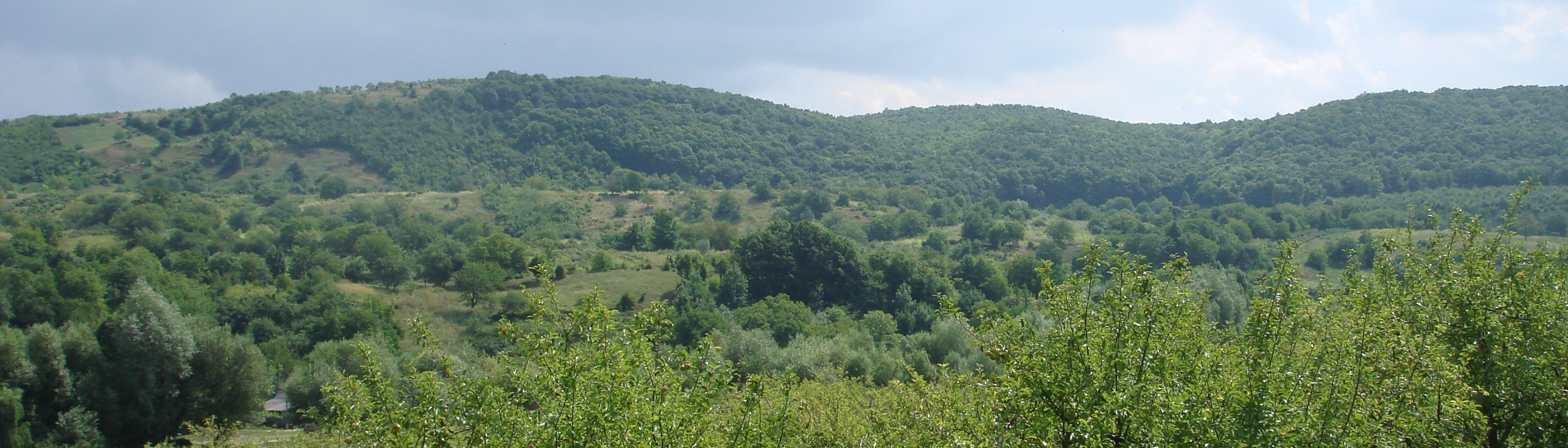
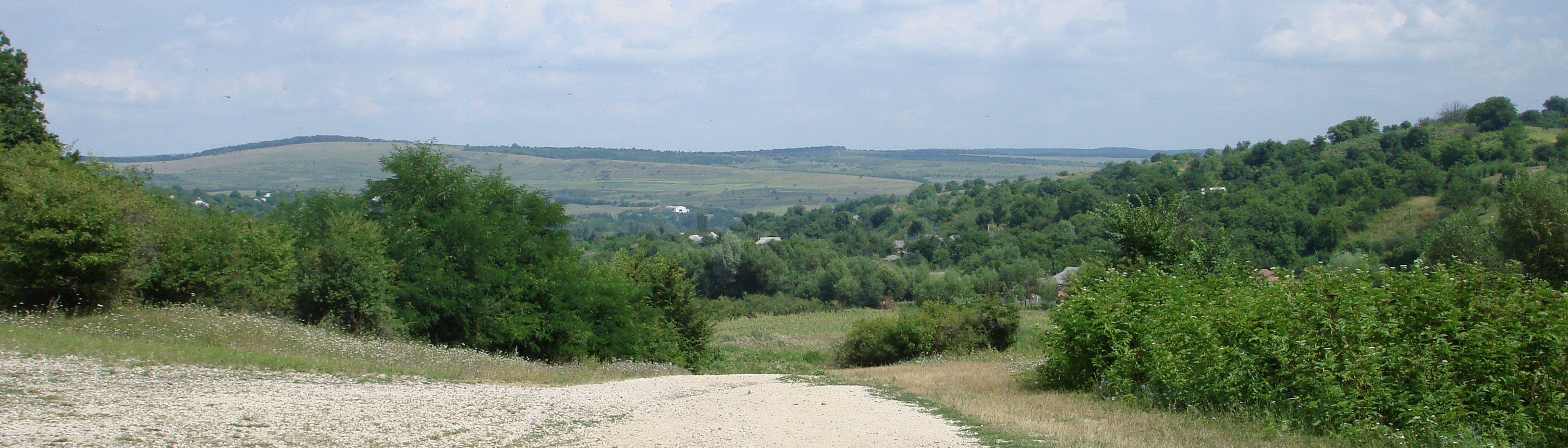
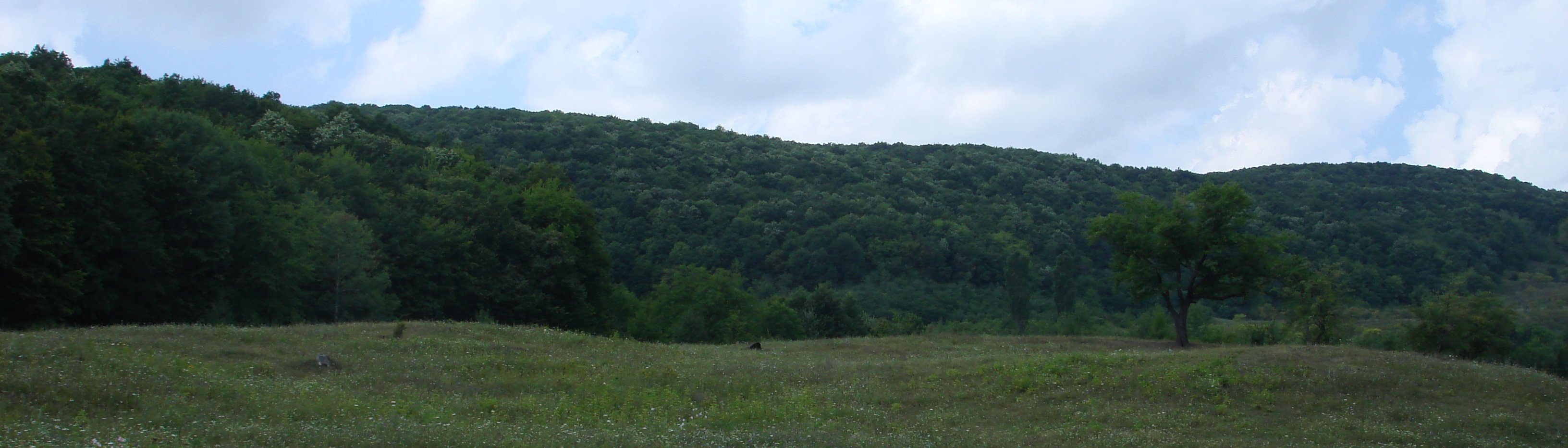